# Općina Beltinci
Beltinci (mađarski Belatinc, njemački Fellsdorf, prekomurski Böltinci) ime je male općine u sjeveroistočnom dijelu Slovenije - 50 km sjeverno od Maribora i vrlo blizu granice s Mađarskom na istoku i Hrvatskom na jugu. Ima 8200 stanovnika. 

## Naselja u općini
Beltinci, Bratonci, Dokležovje, Gančani, Ižakovci, Lipa, Lipovci, Melinci. Sjedište je u Beltincima, koji imaju status trgovišta od 1811. godine. Sva naselja samostalne su cjeline.

## Poznate osobe Beltinca
- Jožef Marko Dravec pisac
- Števan Pauli (Števan Pavel) pisac
- Adam Ivanoci dekan Slovenske okrogline i sudac
- Ivan Baša pisac
- Jožef Baša Miroslav pjesnik
- Števan Kühar političar
- Peter Kolar pisac
- Mihael Kregar gradonačelnik Pešte
- Peter Kregar okružni glavar
- Jožef Pustaj (Jožef Pozderec) pisac
- Vilko Novak pisac, prevodilac, povjesničar, slavist
- Vlado Kreslin, slovenski pjevač i član Beltinške bande
- Vlado Poredoš, glazbenik i član skupe Orlek
- Tadeja Ternar, miss Slovenije 2007, 2008
- Dani Kavaš slikar, stripar, glazbenik, aktivist
- Dejan Nemec, nogometaš
- Tadej Apatič, nogometaš
- Vinko Škafar, teolog

## Vanjske poveznice
- Beltinci, službena strana općine.